# Karya Indah (Tapung)
Karya Indah is een bestuurslaag in het regentschap Kampar van de provincie Riau, Indonesië. Karya Indah telt 5981 inwoners (volkstelling 2010).